# Arthurdactylus
Arthurdactylus conandoylei
Genre
Espèce
Synonymes
- Arthurdactylus conan-doylei Frey & Martill, 1994

Arthurdactylus est un genre fossile de ptérosaure ptérodactyloïde provenant de la Formation de Crato (en), datant du Crétacé inférieur, dans le nord-est du Brésil. Selon Paleobiology Database en 2025, ce genre est resté monotypique avec une seule espèce référencée Arthurdactylus conandoylei.

## Description
C’était un ptérosaure de taille moyenne, avec une envergure de 4,5 à 4,6 mètres et une masse corporelle d’environ 15 kilogrammes,,.
En 1994, il a été nommé par Eberhard Frey et David Martill en l’honneur d’Arthur Conan Doyle, qui mettait en scène de grands ptérosaures reptiliens dans son roman Le Monde perdu, relatant l’histoire d’un professeur découvrant des animaux préhistoriques encore vivants sur un plateau d’Amérique du Sud. Ils ont d’abord orthographié le nom de l’espèce Arthurdactylus conan-doylei, incluant un signe diacritique interdit, puis ont eux-mêmes corrigé ce nom en conandoylei en 1998.
L’holotype, SMNK 1132 PAL, est un squelette raisonnablement complet, ne manquant que le crâne, le cou, le sternum et quelques vertèbres caudales. Le spécimen, adulte ou presque, a été conservé sur une plaque et est légèrement écrasé. Arthurdactylus possédait, en comparaison à un tronc de 22 centimètres de long, des ailes relativement longues, et en particulier des doigts alaires exceptionnellement longs — peut-être plus que chez tout autre ptérodactyloïde. En revanche, les membres postérieurs étaient faiblement développés.